# Sparks Network
Das Sparks Network ist ein 2004 gegründeter internationaler Zusammenschluss von 19 führenden unabhängigen Fernsehproduktionsfirmen aus allen wichtigen Fernsehmärkten. Sitz des Unternehmens ist Stockholm. Die Mitgliedschaft ist jeweils auf ein einzelnes Unternehmen pro Markt beschränkt. Die Mitgliedschaft ist exklusiv, das heißt, sie schließt die Mitgliedschaft in anderen internationalen Netzwerken aus. Das Unternehmen ermöglicht seinen Mitgliedern einen niederschwelligen Austausch von bestehenden TV-Formaten durch Lizenzierung, erreicht für seine Mitglieder günstigere Lizenzierungkosten gegenüber Dritten und fördert den Austausch von Produktionsknowhow. Ziel ist es hierbei, die Kosten bei Kauf und Optionierung von TV-Formaten zu optimieren und die jeweils nationalen Kontakte der Mitglieder für alle anderen zur Verfügung zu stellen.
Der durch Sparks Network herausgegebene Formatkatalog enthält die Produktionsformate aller Mitgliedsunternehmen. Diesen wird es so ermöglicht, nationalen TV-Sendern ein breites Produktportfolio vorzustellen und im Fall der Auftragserteilung anhand der praktischen Erfahrungen der Partner (Quoten, Textbücher, Produktionsbibeln etc.) einen Kosten- und Erfahrungsvorsprung gegenüber Mitbewerbern aufzubauen.
Die Summe der jährlich durch die Netzwerkmitglieder entwickelten Pilotproduktionen lag im Jahr 2010 bei rund 50.

## Mitglieder (Auszug)
- In Deutschland wird das Netzwerk seit dem 1. Juni 2010[3] durch Schwartzkopff TV-Productions (Axel Springer AG) repräsentiert.

Ehemalige Mitglieder in Deutschland sind:
- - Janus Entertainment, ab Juni 2007[4]
  - MME Entertainment, ab 2004[5]
- Zana Media (Ringier), Schweiz
- ATM Grupa, Polen
- Ay Yapim, Türkei
- Kapa Studios – G. Karagiannis S.A., Griechenland
- Zebra Producciones, Spanien, seit 20. Mai 2010
- Idea Asia Media, Volksrepublik China, seit 20. Mai 2010
- Triangle Production, Italien
- Imagic, Libanon
- Sputnik TV, Belgien, seit 20. Mai 2010
- Optimystix, Indien, seit 28. September 2005[6]
- Susamuru, Finnland
- Lemon Productions; Indonesien
- Everyshow, Südkorea
- Collaboration Inc., Japan
- ICM Talent, Vereinigte Staaten